# Pamso
Zakłady Mięsne PAMSO SA – polskie przedsiębiorstwo przemysłu spożywczego, spółka akcyjna z siedzibą w Pabianicach, produkująca mięso i jego przetwory.

## Historia
W 1916 roku zostały wybudowane pierwsze budynki Rzeźni Miejskiej w Pabianicach. Po II wojnie światowej na miejscu rzeźni powstały zakłady mięsne. W latach 50. XX wieku zakład został zmodernizowany i rozpoczął produkcję bekonu na eksport do Anglii. W latach 60. dokonano dalszej modernizacji zakładu i w roku 1956 nastąpiła pierwsza wysyłka szynki konserwowej na rynek amerykański. Eksport ten trwał do lat 80. W roku 1991 dyrektor Joachim Nowak zainicjował proces prywatyzacyjny. W ramach przekształceń powstała pracownicza spółka akcyjna ze 100% akcjonariatem pracowniczym, przejmując w 10-letni leasing mienie likwidowanego Przedsiębiorstwa Państwowego. 16 kwietnia 1992 roku Spółka Akcyjna PAMSO rozpoczęła działalność gospodarczą, a na jej pierwszego Prezesa wybrano Joachima Nowaka.
W 1998 roku firma wprowadziła systemy bezpieczeństwa – Dobrej Praktyki Produkcyjnej (GMP) i Dobrej Praktyki Higienicznej (GHP). W dwa lata później uzyskała Certyfikat Głównego Lekarza Weterynarii i wpisana została do rejestru krajowych zakładów spełniających warunki weterynaryjne i sanitarne określone przez właściwe władze Unii Europejskiej w zakresie eksportu mięsa i przetworów mięsnych. W 2003 roku spółka wdrożyła zakładowy system zapewnienia bezpieczeństwa i jakości zdrowotnej w produkcji i przetwórstwie mięsa (HACCP).

## Firma dziś
Obecnie firma zatrudnia ponad 600 pracowników w działach produkcyjnych, administracyjnym, transportowym oraz w sieci handlowej. Dystrybucja wyrobów mięsnych obejmuje aktualnie całe województwo łódzkie – 30 sklepów i 7 hurtowni firmowych usytuowanych w Pabianicach, Łodzi, Ksawerowie, Konstantynowie Łódzkim, Zgierzu, Zduńskiej Woli i Piotrkowie Trybunalskim oraz rynek warszawski (współpraca z hurtownią patronacką Janex). Ponadto produkty PAMSO są dostępne w sklepach sieci Selgros, Makro, Real, Tesco, Stokrotka, E.Leclerc w Łodzi i Bełchatowie oraz sieci Społem w Bełchatowie. Zakład posiada też od wielu lat certyfikat zezwalający na eksport do krajów Unii Europejskiej. Wyroby PAMSO są sprzedawane do Wielkiej Brytanii i do Austrii.

## Nagrody i wyróżnienia
- Godło Agro Polska – prestiżowy symbol gospodarczy wyróżniający najlepsze produkty branży rolnej, przyznany w 1997 roku na targach w Rzeszowie;
- Hit Polagra 1999 i 2000 – nagroda Międzynarodowych Targów Wyrobów Spożywczych i Gastronomii Polagra;
- Tytuł "Profesjonalnego Menedżera Województwa Łódzkiego" w 2004 roku, przyznany przez Klub Profesjonalnych Menedżerów, dla Prezesa Zarządu PAMSO – Joachima Nowaka;
- Statuetka Dyrektora Instytutu Przemysłu Mięsnego i Tłuszczowego w Warszawie w XXIII Konkursie na Produkty najwyższej jakości w 2005 roku;
- III miejsce podczas 11. Międzynarodowych Europejskich Targów Rolno-Spożywczo-Samorządowych w Plauen w Niemczech w 2006 roku za szynkę Podkomorzy;
- Tytuł najlepszego produktu w Wojewódzkim Konkursie Wyrobów Wędliniarskich "Bratoszewice 2006" dla metki tatarskiej;
- Puchar Wiceprezesa Rady Ministrów – Ministra Rolnictwa i Rozwoju Wsi za zwycięstwo w XXV konkursie "Produkty najwyższej jakości w przemyśle mięsnym" w 2006 roku;
- Statuetka Urzędu Miejskiego w Pabianicach dla szynki "Chrobry" za uzyskanie tytułu "Pabianicki Produkt Roku";
- Wyróżnienie za kiełbasę krakowską suchą na 7. Regionalnych Targach VOREA w niemieckim Plauen;
- Dwukrotny tytuł "Lidera Jakości" za wielokrotne wyróżnienie w konkursie "Produkty najwyższej jakości w przemyśle mięsnym" w 2003 i 2008 roku;
- Coroczne laury w konkursie "Produkty najwyższej jakości w przemyśle mięsnym" Instytutu Przemysłu Mięsnego i Tłuszczowego w Warszawie;
- Złota Statuetka "Przedsiębiorstwo Fair Play" przyznawana firmom wyróżniającym się uczciwością, rzetelnością i lojalnością;
- Firma została doceniona przez Forum Odpowiedzialnego Biznesu i wpisana do raportu "Odpowiedzialny Biznes w Polsce. Dobre praktyki" w roku 2008 za zorganizowanie kampanii edukacyjnej "Zawsze Świeże", która promować ma dobre nawyki żywieniowe wśród klientów i w społeczeństwie.

## Działania proekologiczne
Zakład angażuje się w działania mające na celu ochronę środowiska w regionie – do produkcji i ogrzewania stosuje kotły gazowo-olejowe, a odpady są przetwarzane przez zakładową oczyszczalnię ścieków. W sieci sklepów firmowych dostępne są lniane torby ekologiczne wielokrotnego użytku, dzięki którym zmniejsza się zużycie foliowych "jednorazówek". 5 czerwca 2008 roku firma przyłączyła się do obchodów Światowego Dnia Środowiska, wycofując tego dnia całkowicie z placówek torby foliowe.

## Produkty firmy PAMSO
PAMSO posiada w swoim asortymencie ponad 100 rodzajów wędlin, głównie wieprzowych (m.in. kiełbasy suche, cienkie, grube, wędzonki, wędliny podrobowe), mięso wieprzowe z własnego uboju oraz mięso wołowe, cielęce i drobiowe z własnego rozbioru. Wyroby firmy oparte są na tradycyjnych, staropolskich recepturach. Firma oferuje również garmaż (m.in. krokiety, naleśniki, pierogi). Wyroby PAMSO wytwarzane są z krajowych surowców pochodzących od sprawdzonych dostawców.
Niektóre produkty:
- Szynka "Podkomorzy"
- Szynka "Chrobry"
- Polędwica "Chrobry"
- Szynka "Wiejskie Smaki"
- Szynka Tradycyjna z kością (dostępna na zamówienie)
- Kiełbasa Biała Surowa (specjalność zakładów)
- Kiełbasa Krakowska Sucha
- Polędwica
- Bekon
- Baleron
- Ogonówka
- Kabanosy
- Kiełbasa
- Parówki
- Mortadela
- Kaszanka
- Salceson
- Parówki Misiaczki
- Parówki Generalskie